# Medvednica
Medvednica är ett berg i centrala Kroatien, norr om huvudstaden Zagreb. Namnet kommer från det kroatiska ordet för "björn" (medvjed) som på kajkavisk dialekt heter medved. Bergets högsta topp, Sljeme, har en höjd på 1 033 meter över havet och är ett skidområde. En del av berget utgörs av naturparken Medvednica.

## Sljeme
Medvednicas högsta topp, Sljeme, har ett skidcenter som erbjuder olika tjänster kopplade till alpin skidsport. I området finns skidbackar och skidspår. Sedan 2005 arrangeras här världscupen i slalom för damer och sedan 2008 även för herrar. I området förekommer även bergsklättring.
Sljeme kan nås med bil eller till fots. Flera vandringsleder i området leder till toppen. Sedan 1963 kan toppen nås med linbana från byn Gračanski Bliznec, en tur som tar cirka 23 minuter.

## Naturparken Medvednica
Naturparken Medvednica (Park prirode Medvednica) är ett 228,26 km² stort område som till 63% är täckt med skog. I naturparken finns utstakade vandringsleder.